# かに座ラムダ星
かに座λ星（かにざラムダせい、λ Cnc / λ Cancri）は、かに座の恒星で6等星。この星は青白いB型主系列星である。

## 名称
2018年6月1日に国際天文学連合の恒星の命名に関するワーキンググループ (Working Group on Star Names, WGSN) は、Piautos をかに座λ星の固有名として正式に承認した。アメリカのアマチュア博物学者リチャード・ヒンクリー・アレンは著書 Star Names: Their Lore and Meaning の中で、「かに座ξ星としし座λ星は、「ライオンの一瞥」という意味のアラビアの月宿 Al Tarf とされており、コプトでは同じ星々を「目」という意味の Piautosと呼んでいた」とする説を紹介している。しし座λ星の名前がかに座λ星のものとされた理由は不明。